# Charlemagne: The Omens of Death
Charlemagne: The Omens of Death er det fjerde og sidste studiealbum af den engelske skuespiller og heavy metalsanger Christopher Lee. Det blev udgivet d. 27. maj 2013. Det er opfølgeren til albummet Charlemagne: By the Sword and the Cross (2010). Musikken blev arrangeret af Judas Priests Richie Faulkner, og den prominente guatemalanske guitarist og World Guitar Idol Champion Hedras Ramos på guitar samt hans far på bas.
På sin 90 års fødselsdag annoncerede Lee udgivelsen af den første single "Let Legend Mark Me as the King" og tilkendegav sin overgang til fuldblods heavy metal, efter tidligere at have spillet symfonisk metal på sine tidligere albums. Han var den ældste heavy metal kunstner i historien. Han blev akkompagneret af tenoren Vincent Ricciardi, der også medvirkede på Charlemagne: By the Sword and the Cross.

## Spor
| #   | Titel                            | Længde |
| --- | -------------------------------- | ------ |
| 1.  | "The Portent"                    | 4:29   |
| 2.  | "Charles the Great"              | 6:23   |
| 3.  | "The Siege"                      | 7:09   |
| 4.  | "Massacre of the Saxons"         | 5:41   |
| 5.  | "Dawning of a New Age"           | 4:40   |
| 6.  | "Let Legend Mark Me As the King" | 5:45   |
| 7.  | "The Betrayal"                   | 5:02   |
| 8.  | "The Devil's Advocate"           | 4:54   |
| 9.  | "The Ultimate Sacrifice"         | 5:09   |
| 10. | "Judgement Day"                  | 3:41   |

## Personel

### Vokaler
- Christopher Lee – Karl den Store (Spøgelse)
- Vincent Ricciardi – Karl den Store (Ung)
- Phil S.P – Pipin den Lille
- Mauro Conti – Pave Hadrian
- Lydia Salnikova – Hildegard
- Gordon Tittsworth – Roland
- Aaron Cloutier – Grev Lupo
- Daniel Vasconcelos – Oliver

### Musikere
- Hedras Ramos Jr. – guitar, komposition ("The Devil's Advocate", "The Ultimate Sacrifice")
- Hedras Ramos Sr. – basguitar
- Ollie Usiskin – trommer

### Produktion
- Richie Faulkner – arrangement